# C-26
C-26是在1975年建系的小鼠雜種瘤細胞系。

## 歷史
最初於1975年分離自一個6個月大的雌性Balb/c實驗小鼠的結腸雜種瘤組織，研究人員通過在腸上單次應用N-亞硝基-N-甲基尿素誘導小鼠形成腫瘤來建立C-26腫瘤細胞模型，直至1988年才正式在體外培養中建立C-26細胞系，並且發現C-26細胞具有很高的致瘤性及低的轉移趨勢，而接種C-26細胞的小鼠出現高死亡率的情況。1990年，有研究人員發現在食物攝入量不變的情況下，進行體內植入C-26細胞的小鼠普遍會減輕體重，同時出現低血糖和分泌過多皮質類固醇的現象。C-26細胞不僅會使肝功能出現紊亂，還會引致脂肪、骨骼及肌肉組織的損失，因此是研究惡病體質潛在機制的合適模型。值得注意的是C-26細胞誘導的惡病體質會因接種部位的不同而存在差異。近年，有研究人員在小鼠的側面或背部植入C-26腫瘤細胞的固體片段至體內。

## 科研用途

### 癌症方面
目前已將C-26模型用於研究癌症的自然史和抗腫瘤治療。例如研究MMP抑製劑的功效、顯示腫瘤部位的血管生成素利用率降低會阻礙新血管的生成，從而限制腫瘤的生長和轉移。不少研究項目透過將C-26細胞注射到小鼠體內來探究各種當時未解決的問題，例如CXCR3的拮抗作用對抗癌細胞向靶器官發展的潛力、糖皮質激素脂質體製劑的抗腫瘤作用、植入C-26細胞的小鼠接受幾種抗腫瘤藥物時發生的作用，以及間質內激光凝固與阿黴素聯合治療的效果。此外，C-26細胞同時已應用於證明白介素18、白介素27和趨化因子CCL21/SLC的抗腫瘤作用。

## 外部連結
- Cellosaurus entry for C-26（页面存档备份，存于）